# Arnold Kruiswijk
Arnold Kruiswijk (* 2. November 1984 in Groningen) ist ein ehemaliger niederländischer Fußballspieler.

## Karriere

### Im Verein
Kruiswijk begann das Fußballspielen in der Jugendabteilung der VV Appingedam. 1997 wechselte er dann in das Nachwuchsinternat des FC Groningen. In der Saison 2001/02 stieß er zum Profikader des FCG. In der Rückrunde derselben Saison gab er gegen Ajax Amsterdam sein Profidebüt in der Eredivisie. Im Laufe der kommenden Jahre entwickelte er sich zum Leistungsträger der Mannschaft. Am 10. September 2006 gelang ihm das schnellste Eigentor in der Geschichte der Eredivisie. Im Ligaspiel gegen Heracles Almelo bezwang Kruiswijk nach neun Sekunden durch Rückpass seinen eigenen Torhüter Bas Roorda.
Im Sommer 2008 unterzeichnete der Innenverteidiger beim belgischen Spitzenklub RSC Anderlecht einen Vier-Jahres-Vertrag. Dort absolvierte er in seinem ersten Jahr in der Ersten Division 17 Spiele. Mit Anderlecht wurde er nach Ablauf der Saison Vizemeister. Nachdem er in der Saison 2009/10 nicht mehr berücksichtigt worden war, wechselte er auf Leihbasis zu Roda JC Kerkrade zurück in die Eredivisie. Hier konnte der Innenverteidiger sich in 17 Spielen der Rückrunde zeigen, was letztlich dazu führte, dass ihn zur Saison 2010/11 der SC Heerenveen für vier Jahre verpflichtete. Nachdem der Kontrakt in Heerenveen ausgelaufen war, wechselte Kruiswijk zum Ligarivalen Vitesse Arnheim. In Arnheim beendete er im Jahr 2019 seine Karriere.

### Nationalmannschaft
Zur U-21-Fußball-Europameisterschaft 2006 und U-21-Fußball-Europameisterschaft 2007 wurde Kruiswijk in den Kader der U-21 der Niederlande berufen. Beide Male erreichte die Mannschaft das Finale. 2006 konnte man sich dort mit 3:0 gegen Ukraine durchsetzen. Ein Jahr später mit 4:1 gegen die Auswahl Serbiens. Nachdem er beim 2006er Turnier noch ohne Spielminute geblieben war, kam er 2007 auf drei Einsätze. Unter anderem spielte er die vollen 90 Minuten im Finale gegen die Serben.

## Erfolge
- U-21-Fußball-Europameister: 2006
- U-21-Fußball-Europameister: 2007